# Puy Mary
Der Puy Mary ist der zweithöchste Gipfel der Monts du Cantal im Zentralmassiv. Er liegt auf einer Höhe von 1783 m auf dem Gebiet der Gemeinde Le Claux. Der Berg ist vulkanischen Ursprungs.

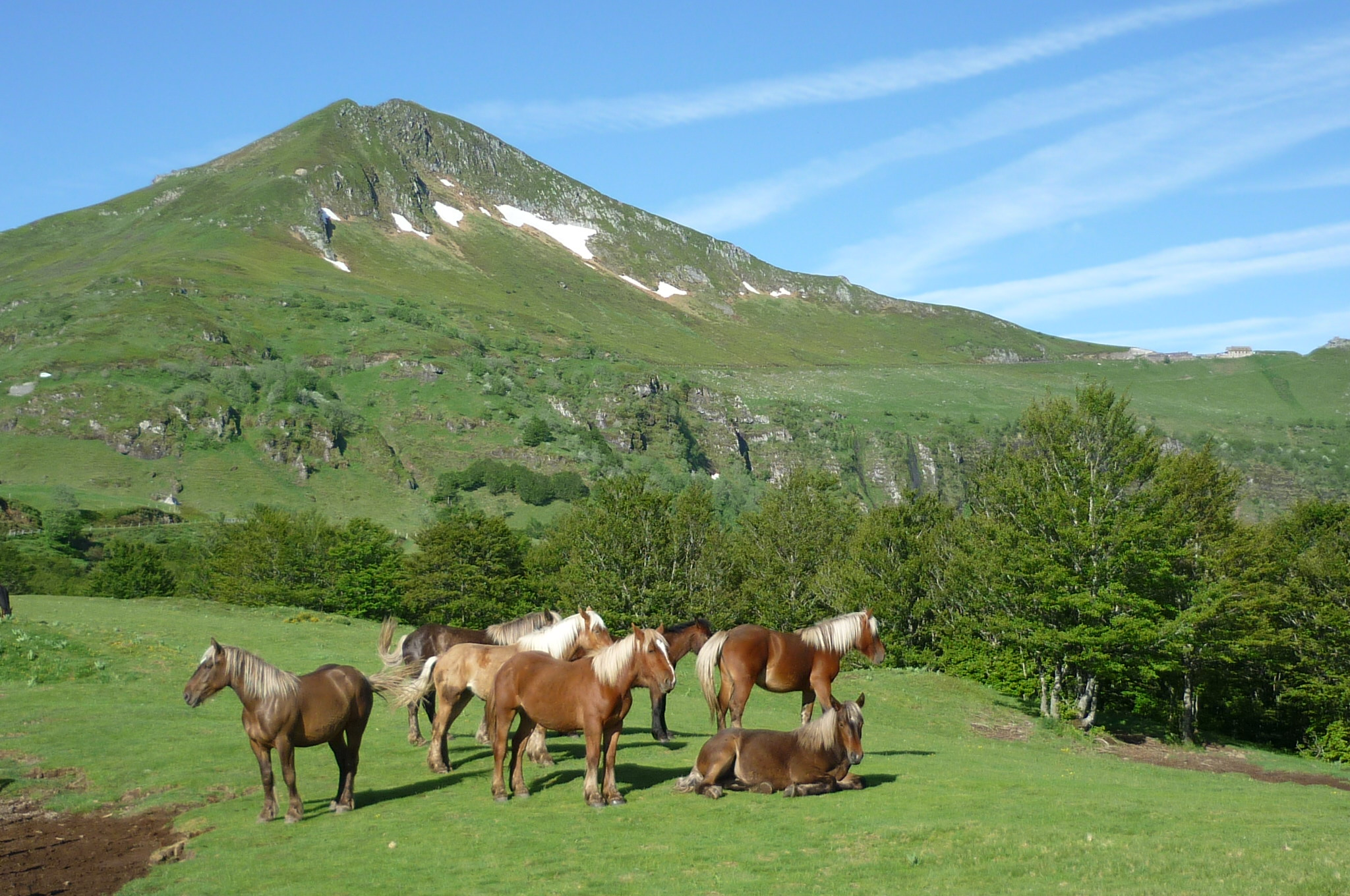
Blick vom Col de Serre auf den Puy Mary
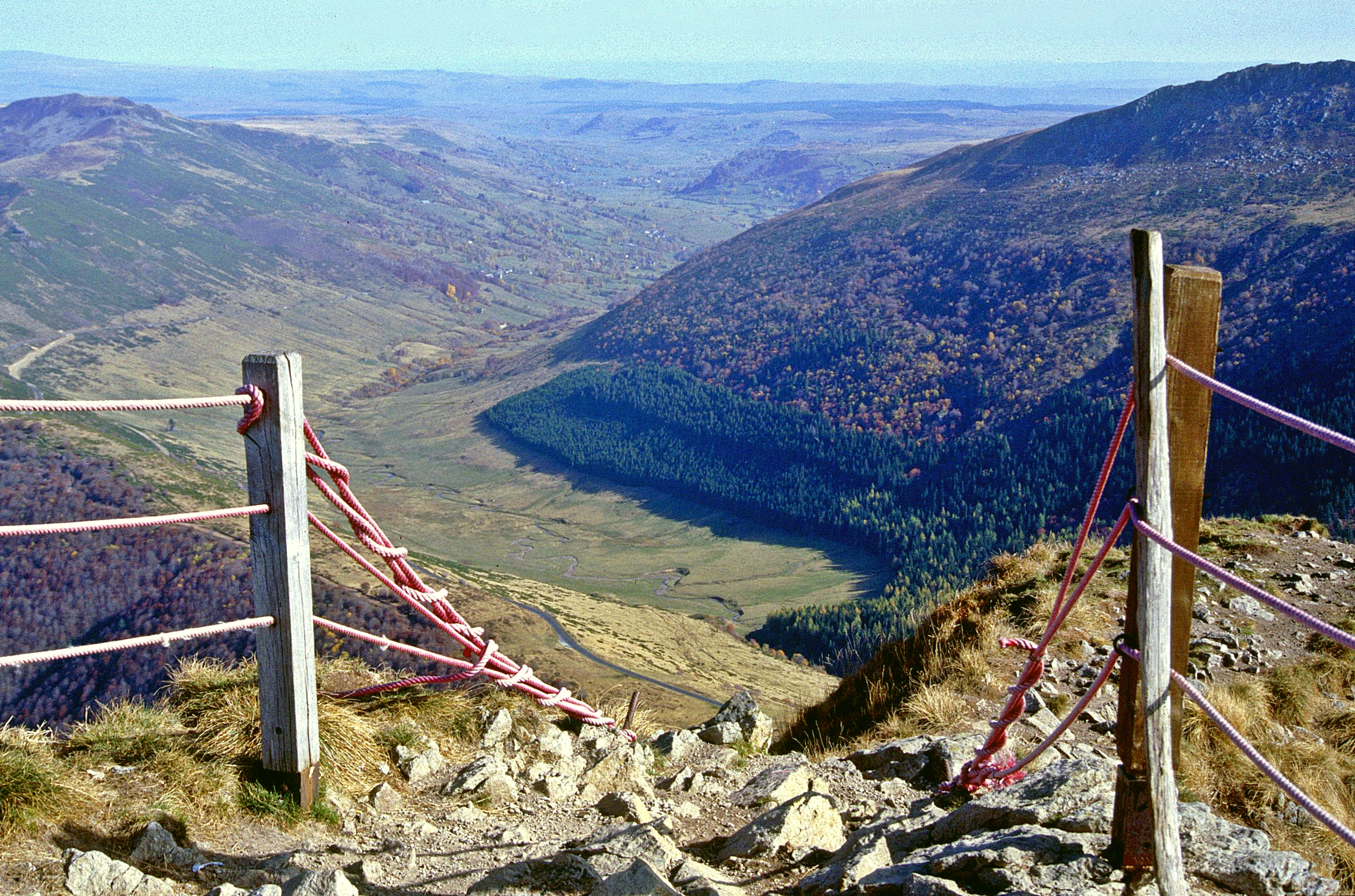
Blick vom Gipfel des Puy Mary